# 動元素
動元素（Aquarius）是由可口可樂公司出品的運動飲料。於1983年開始在日本發售，是與大塚製藥的寶礦力水特競爭運動飲料市場的產品。
動元素與寶礦力水得同為電解質飲料，但味道較寶礦力水特清淡。
元素與、爽健美茶同為可口可樂公司非全球性產品，1991年率先於葡萄牙和西班牙海外推售，后陆续推到至阿根廷、愛爾蘭、比利時、秘鲁、巴西、冰島、荷蘭、盧森堡、摩洛哥、澳门、台灣、香港、新加坡、印尼、智利和中国大陆等國家或地区發售。

## 品牌名稱

### 由來
「Aqua」在拉丁語中有水及液體的意思，給人補充身體水分和電解質等的電解質飲料的印象。

### 名稱使用現況
英語系、歐洲語系國家直接使用「Aquarius」之名稱。
「Aquarius」在亞洲國家則另翻譯成當地採用之名稱，如在華人地區，台灣起初採用意譯的「水瓶座」為商品名稱，后改名「動元素」。香港由於將其列入飛雪（Bonaqua）品牌系列產品，而另外使用“飛雪動奕”（Bonaqua BonActive）之名稱，後改名為「水動樂」。中国大陆则于2014年3月推出了此產品，名称亦为「水動樂」。而日本则使用其音譯片假名「アクエリアス」為商品名稱。
英文名「Aquarius」并不在中国大陆使用，可能因为上海梅林正广和股份有限公司（光明食品子公司）拥有「Aquarius」商标权。

## 種類

### 日本
- AQUARIUS
- AQUARIUS active diet
- AQUARIUS Freestyle
- AQUARIUS Real Pro Red/White（沖劑）
- AQUARIUS Vitamin guard
- AQUARIUS Sharp Charge
- AQUARIUS 零系
- AQUARIUS Lemon（停止發售）
- AQUARIUS Neo（停止發售）
- AQUARIUS Ioshisu（停止發售）
- AQUARIUS Max（停止發售）
- AQUARIUS Clear Lemon（停止發售）

### 中国大陆
- 水动乐（西柚味）
- 水动乐（柠檬味）
- 水动乐（柑橘味）
- 水动乐（白葡萄味）

### 香港
- 水動樂
- 有氣水動樂
- 水動樂維加
- 零系水動樂
- 水動樂水加

### 比利時
- Aquarius Limited Edition Tropical
- Aquarius Grapefruit [6]
- Aquarius 檸檬
- Aquarius 柳橙
- Aquarius Blue Ice
- Aquarius Perform
- Aquarius Red Blast
- Aquarius Green Splash

### 巴西
- Aquarius
- Aquarius (檸檬)
- Aquarius (柳橙)
- Aquarius Fresh

### 西班牙
- Aquarius (檸檬)
- Aquarius Naranja (柳橙)
- Aquarius versión 3 (限定版可樂味) [7]

### 冰島
- Aquarius

### 義大利
- Aquarius
- Aquarius 檸檬口味[8]
- Aquarius 柳橙口味

### 墨西哥
- Aquarius Sprite (檸檬味)
- Aquarius Fanta (橙味)
- Aquarius Lift (蘋果味)

### 阿根廷
- Aquarius Pera (梨子口味)
- Aquarius Manzana (蘋果口味)
- Aquarius Pomelo (葡萄柚口味)
- Aquarius Uva (萄萄口味)
- Aquarius Naranja (柳橙口味)

### 智利
- Aquarius Pera (梨子口味)
- Aquarius Manzana (蘋果口味)
- Aquarius Pomelo (葡萄柚口味)
- Aquarius Naranja (柳橙口味)

### 祕魯
- Aquarius Pera (梨子口味)
- Aquarius Manzana (蘋果口味)
- Aquarius Pineapple (鳳梨口味)

### 葡萄牙
- Aquarius (檸檬口味)
- Aquarius Laranja (柳橙口味)

### 荷蘭
- Aquarius 檸檬
- Aquarius 無糖檸檬
- Aquarius Blueberry
- Aquarius 柳橙
- Aquarius Red Peach
- Aquarius 耐力增強配方

### 美國
- Aquarius Spring

## 廣告歌
香港版廣告本與日文版相同，香港另錄粵語旁白，其後開始製作香港版廣告，並建立「飛雪動奕 全民運動」的口號，並於巴士站設置沙包供人練拳及地下鐵的垃圾桶上設置籃球架供人投籃。

### 日本
- Galaxy Girl/角松敏生（1991年）
- 洗いたての時間/かとうれいこ（1992年 Neo）
- くちびる/GEARS（1993年 Neo）
- innocent world/Mr.Children（1994年 Neo & Ioshisu）
- 救助完了/東京バナナボーイズ（1996年）
- vis a vis/ACEILUX（1999年）
- いかすぜOK/THE HIGH-LOWS（2002年）
- 夏なんだな/THE HIGH-LOWS（2003年）
- Csikos Post（2004年 一部分廣告。）
- 天堂與地獄（地獄中的奧菲歐）（2004年）
- 春の歌/SPITZ（2005年）
- 明日に架かる橋/Remioromen（2006年 Freestyle）
- みそか/SPITZ（2006年）
- うるわしきひと/いきものがかり（2007年 Vitamin guard）
- 夏空グラフィティ/いきものがかり（2007年 Vitamin guard）

### 香港
- Csikos Post

## 廣告代言人

### 日本
- 田村亮子（1993年）
- 內田有紀（1993年 Neo & Ioshisu）
- かとうれいこ（1993年 Neo & Ioshisu）
- 小林由美惠（1994年 Neo & Ioshisu）
- 井上晴美（1996年）
- 小野伸二（1999年）
- 田中雅美（2000年）
- 中村俊輔（2001年）
- 北島康介（2004年）
- 田中達也（2004年）
- 横峯さくら（2005年）
- 水野美紀（2005年 active diet）
- 井口資仁（2006年）
- 中田英寿（2006年）
- 篠原涼子（2006年 active diet）
- 佐藤隆太（2006年 Freestyle）
- 岡田義徳（2006年 Freestyle）
- 相武紗季（2007年 Vitamin guard）
- 松坂大輔（2007年）

### 中国大陆
- 林丹（2014年）

### 香港
- 余文樂（2012年）
- 張家朗
- 官恩娜（2013年 水動樂維加）
- Super Girls 趙慧珊Aka、吳嘉熙Cheronna （2016年 水動樂維加）

## 外部連結
- 日本可口可樂公司產品介紹 （页面存档备份，存于）
- 可口可樂公司品牌介紹（英文）